# Solar Power
Solar Power je třetí studiové album novozélandské písničkářky Lorde vydané 20. srpna 2021 vydavatelstvím Universal Music. Hudebně se jedná o popovou, psychedelicky folkovou a indie folkovou desku. Texty alba se zabývají letních úniků, zaměřují se hlavně na volný čas Lorde ve své vlasti na Novém Zélandu a její pohrdání slávou. Desce předcházely tři singly: titulní skladba „Solar Power“, „Stoned at the Nail Salon“ a „Mood Ring“. Albu předcházela také monografie dokumentující její návštěvu Antarktidy v roce 2019 Going South, kterou Lorde nazvala předchůdkyní alba. Uvedla, že název alba byl inspirován touto cestou. V rámci propagace alba se Lorde vydá na turné Solar Power Tour v roce 2022.

## Seznam skladeb
| Pořadí | Název                                   | Délka |
| ------ | --------------------------------------- | ----- |
| 1.     | The Path                                | 3:41  |
| 2.     | Solar Power                             | 3:13  |
| 3.     | California                              | 3:11  |
| 4.     | Stoned at the Nail Salon                | 4:26  |
| 5.     | Fallen Fruit                            | 3:58  |
| 6.     | Secrets from a Girl (Who's Seen It All) | 3:38  |
| 7.     | The Man with the Axe                    | 4:15  |
| 8.     | Dominoes                                | 2:03  |
| 9.     | Big Star                                | 2:47  |
| 10.    | Leader of a New Regime                  | 1:33  |
| 11.    | Mood Ring                               | 3:45  |
| 12.    | Oceanic Feeling                         | 6:39  |

### Deluxe bonusové skladby
| Pořadí | Název          | Délka |
| ------ | -------------- | ----- |
| 13.    | Helen of Troy  | 4:26  |
| 14.    | Hold No Grudge | 2:52  |